# José Miguel Pey
José Miguel Pey y Andrade (né le 11 mars 1763 à Santafé de Bogota et mort le 17 août 1838  dans la même ville) est un avocat, militaire et homme d'État colombien de la fin du XVIIIe et du début du XIXe siècle. Il est à remarquer qu'il fut maire de Santafé de Bogota et président de la junte suprême de Santafé de Bogota.

## Biographie
José Miguel Pey y Andrade nait à Santafé de Bogota, fils du juge (oidor) de la Real Audiencia Juan Fransisco Pey. Il étudia au collège national de San Bartolomé dans lequel il obtint son diplôme d'avocat en 1787. Il se maria avec Juana Hipolita Bastidas.
Pendant le règne du vice-roi Antonio José Amar y Borbón, il est nommé maire de Santafé de Bogota en remplacement de José Antonio de Ugarte, en 1810. Il participe aux événements du 20 juillet 1810, dits « Vase de Llorente » en sauvant la vie de José Gonzalez Llorente, qui était persécuté par une partie des habitants de la ville. L'histoire de la Colombie va changer ce jour-là. Pey tente de calmer la population. Il propose alors de mettre Llorente en détention préventive. Mais son incarcération va confirmer sa culpabilité aux yeux de la population et ainsi renforcer l'insurrection.
Le même jour, un conseil d'administration coloniale (cabildo) est convoqué pour décider du futur de la ville. Le conseil est composé de révolutionnaires et de royalistes. Ils s'accordent pour créer une cour suprême avec à sa tête le vice-roi Amar y Borbon, comme président, et Pey, vice-président. Le vice-roi prêta serment dès les premières heures. Mais rapidement, il refusa de présider la cour. Par conséquent, Pey exerce le pouvoir. Il devient le premier créole à exercer le pouvoir dans la vice-royauté de Nouvelle-Grenade.
Pey décréte l'ordre d'arrêter le vice-roi et son épouse afin de les protéger face à la colère de la population. Le 13 août 1810, il facilite sa sortie de la capitale vers Carthagène, pour qu'il embarque sur un navire vers La Havane puis l'Espagne.
Le 20 décembre 1814, Pey est nommé gouverneur de la province de Cundinamarca, qui venait d'être intégrée aux Provinces-Unies de Nouvelle-Grenade, le 12 décembre de cette même année.
À partir du 18 mars 1815, un triumvirat est mis en place pour diriger le pays. Custodio García Rovira, José Manuel Restrepo et Manuel Rodríguez Torices sont choisis comme membre de ce triumvirat. Finalement, Restrepo refusa le poste et Pey fut nommé à sa place.
Ainsi, au sein de ce triumvirat, Pey devient président des provinces-Unies de Nouvelle-Grenade du 18 mars au 18 avril 1815.
Le 30 avril 1831, après que Rafael Urdaneta ait renoncé à son mandat de président de Grande Colombie, le Congrès crée un Ejecutico Plurial, composé de trois membres Pey le en fait partie aux côtés de Juan García del Río et Jerónimo de Mendoza y Galavís. Pey avait le secrétariat à la guerre. Ce présidium prit fin le 5 mai 1831.
Pey meurt le 17 août 1838, à Bogota.